# 괴즈테페 SK
괴즈테페 SK(Göztepe S.K.)는 터키 이즈미르 주 이즈미르를 연고지로 한 축구 클럽이다. 이즈미르의 또 다른 클럽 카르시야카와 맹렬한 라이벌 관계에 있다.

## 선수 명단

### 현역
참고: FIFA 자격 규정에 따라 소속된 국가대표팀 국기를 표시합니다. 선수는 복수의 FIFA 비회원국 국적을 가지고 있을 수 있습니다.
| 번호 | 포지션 | 국적       | 이름                 |
| ---- | ------ | ---------- | -------------------- |
| 16   | MF     | 나이지리아 | 안소니 주니어 데니스 |
| 24   | DF     |            | 라세 닐센            |

| 번호 | 포지션 | 국적 | 이름            |
| ---- | ------ | ---- | --------------- |
| 79   | FW     |      | 호물루 카르도주 |
| 97   | GK     |      | 마테츠 리즈     |

## 역대 감독
| 감독                  | 임기      |
| --------------------- | --------- |
| 파티흐 테림           | 1989~1990 |
| 오칸 부루크           | 2016~2017 |
| 스타니미르 스토일로프 | 2024~     |

틀:괴즈테페 SK 선수 명단